# セバスチャン・リュエット
セバスチャン・リュエット（Sébastien Ruette, 1977年6月22日 - ）は、フランスの男子バレーボール選手。カナダ・ニコレ出身。ポジションはオポジット。元フランス代表、元カナダ代表。

## 来歴
カナダのシャーブルック大学を卒業後、2000年にフランス・プロAのパリ・バレーへ入団。翌年欧州チャンピオンズリーグで優勝し、4度のリーグ優勝（2000年、2001年、2002年、2003年）に貢献した。
2001年、カナダ代表に選出。2002年世界選手権、2003年ワールドカップのほか、2004年アテネオリンピック世界最終予選など、カナダ代表として通算86試合に出場した。
2004年、スペインのパルマ・デ・マヨルカへ移籍。カナダとフランスの二重国籍問題を経てフランス代表に選出され、2006年ワールドリーグに出場。準優勝に貢献するとともにベストスコアラー賞を獲得した。同年スペインでリーグ優勝とカップ優勝を飾ったのち、フランスへ戻り、トゥールVBへ移籍した。
2007年、手や肘、肩にできた多数の血栓によって右手の感覚機能が低下する病気を発症し、29歳で現役を引退した。

## 球歴
- 世界選手権 - 2002年（17位）
- ワールドカップ - 2003年（7位）
- ワールドリーグ - 2006年（準優勝）

## 所属クラブ
- パリ・バレー （2000-2004年）
- CVポルトル （2004-2006年）
- トゥールVB （2006-2007年）